# Dingmans Creek
La Dingmans Creek est un cours d'eau américain qui s'écoule dans le comté de Pike, en Pennsylvanie. À l'origine des chutes Factory, Fulmer, Deer Leap et Dingmans, il se jette finalement dans le Delaware.